# مبارک غانم
مبارک غانم (عربی: مبارك غانم؛ زادهٔ ۳ سپتامبر ۱۹۶۳) بازیکن سابق فوتبال اهل امارات متحده عربی است.
وی از سال ۱۹۸۵ تا ۱۹۹۰ در تیم ملی فوتبال امارات متحده عربی بازی انجام داده است و عضو این تیم در جام جهانی فوتبال ۱۹۹۰ بوده است.